# Gleb Anatoljewitsch Panfilow

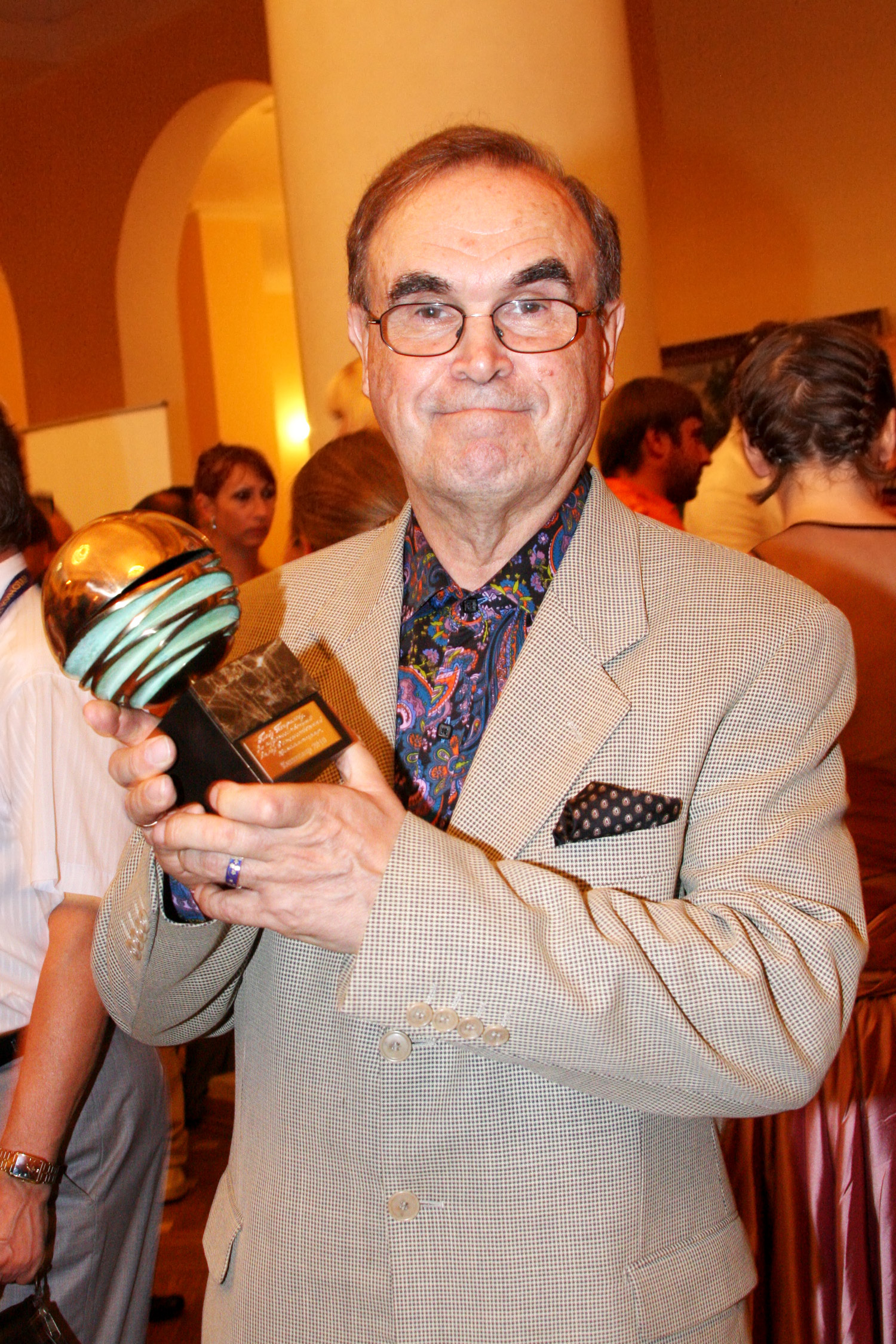
Gleb Panfilow auf dem Kinotawr-Filmfestival 2010

Gleb Anatoljewitsch Panfilow (russisch Глеб Анатольевич Панфилов; * 21. Mai 1934 in Magnitogorsk, Sowjetunion; † 26. August 2023 in Moskau) war ein russischer Filmregisseur.

## Leben
Panfilow besuchte bis 1957 das Polytechnische Institut des Uralgebiets und begann anschließend als Chemiker zu arbeiten. Er schloss sich 1958 einem Amateurfilmclub in Swerdlowsk an und debütierte noch im selben Jahr als Regisseur. Panfilow drehte Kurzdokumentationen und wurde vom dortigen Fernsehsender als Drehbuchautor und Regisseur eingestellt. An Moskaus staatlicher Filmhochschule WGIK besuchte er zwischen 1960 und 1963 Kamerakurse und durchlief bis 1966 eine Ausbildung zum Drehbuchautor und Regisseur bei Goskino.
1967 entstand Panfilows erster abendfüllender, professioneller Kinofilm: das ideologisch linientreue, aber überzeugend gespielte Bürgerkriegsdrama Im Feuer ist keine Furt. „Panfilows beste Arbeiten gaben interessante Einblicke in den sowjetischen Alltag aus den verschiedensten Lebens- und Berufsperspektiven.“ Diese Inszenierungen lebten vor allem von den psychologisierenden Darstellerleistungen der späteren Panfilow-Ehefrau Inna Tschurikowa.
Nachdem er mit dem systemkritischen Werk Das Thema Probleme mit der Zensur erhalten hatte – der 1979 entstandene Film wurde im März 1987 in Berlin mit dem Goldenen Bären ausgezeichnet – konzentrierte sich Panfilow auf weniger verfängliche Themen und inszenierte unter anderem zwei Adaptionen von Gorki-Vorlagen (Wassa Schelesnowa und Die Mutter).

## Filmografie (Auswahl)
Regie, Drehbuch und Co-Drehbuch
- 1958: Narodnaja milizija (Kurzdokumentarfilm)
- 1959: Wstawaj w nasch stroj! (Kurzdokumentarfilm, auch Kamera)
- 1967: Im Feuer ist keine Furt (W ogne broda net)
- 1970: Hauptrolle für eine Unbekannte (Natschalo)
- 1975: Ich bitte ums Wort (Proschu slowa)
- 1976: Stepans Vermächtnis (Степанова памятка) (nur Drehbuch)
- 1979: Das Thema (Tema)
- 1981: Valentina (Valentina)
- 1983: Wassa
- 1990: Mat
- 2000: Die Romanows: Eine gekrönte Familie (Romanowy: Wenzenosnaja semja)
- 2006: W kruge perwom
- 2008: Chranit wetschno
- 2021: Gulag – 10 Jahre Hölle (Sto minut is schisni Iwana Denissowitscha)